# Limothrips cerealium
Limothrips cerealium är en insektsart som först beskrevs av Alexander Henry Haliday 1836.  Limothrips cerealium ingår i släktet Limothrips och familjen smaltripsar. Arten är reproducerande i Sverige. Inga underarter finns listade i Catalogue of Life.